# Sender Bleßberg

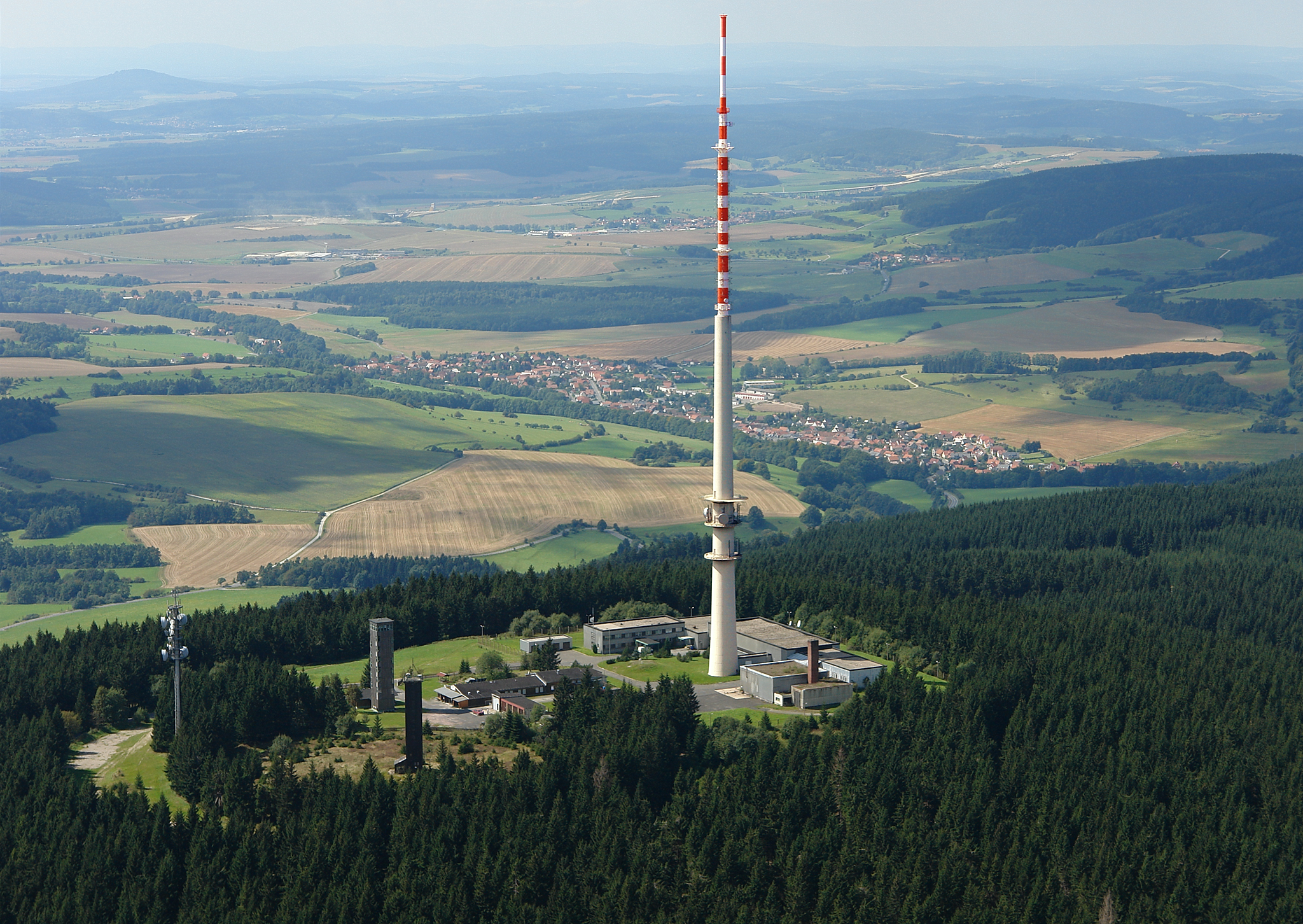
Sendeturm, Aussichtsturm und Wanderheim

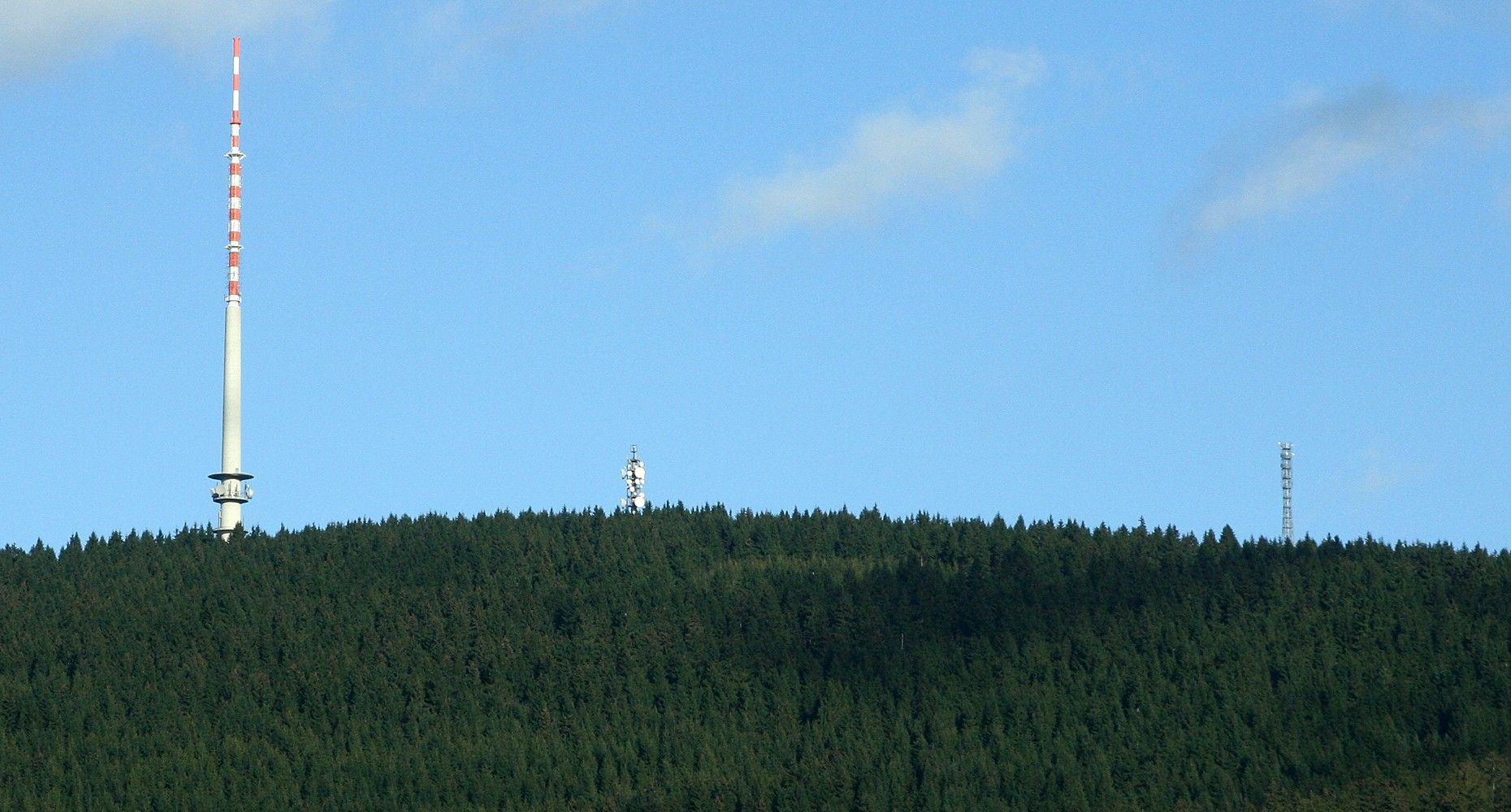
Bleßberg vom Süden her gesehen

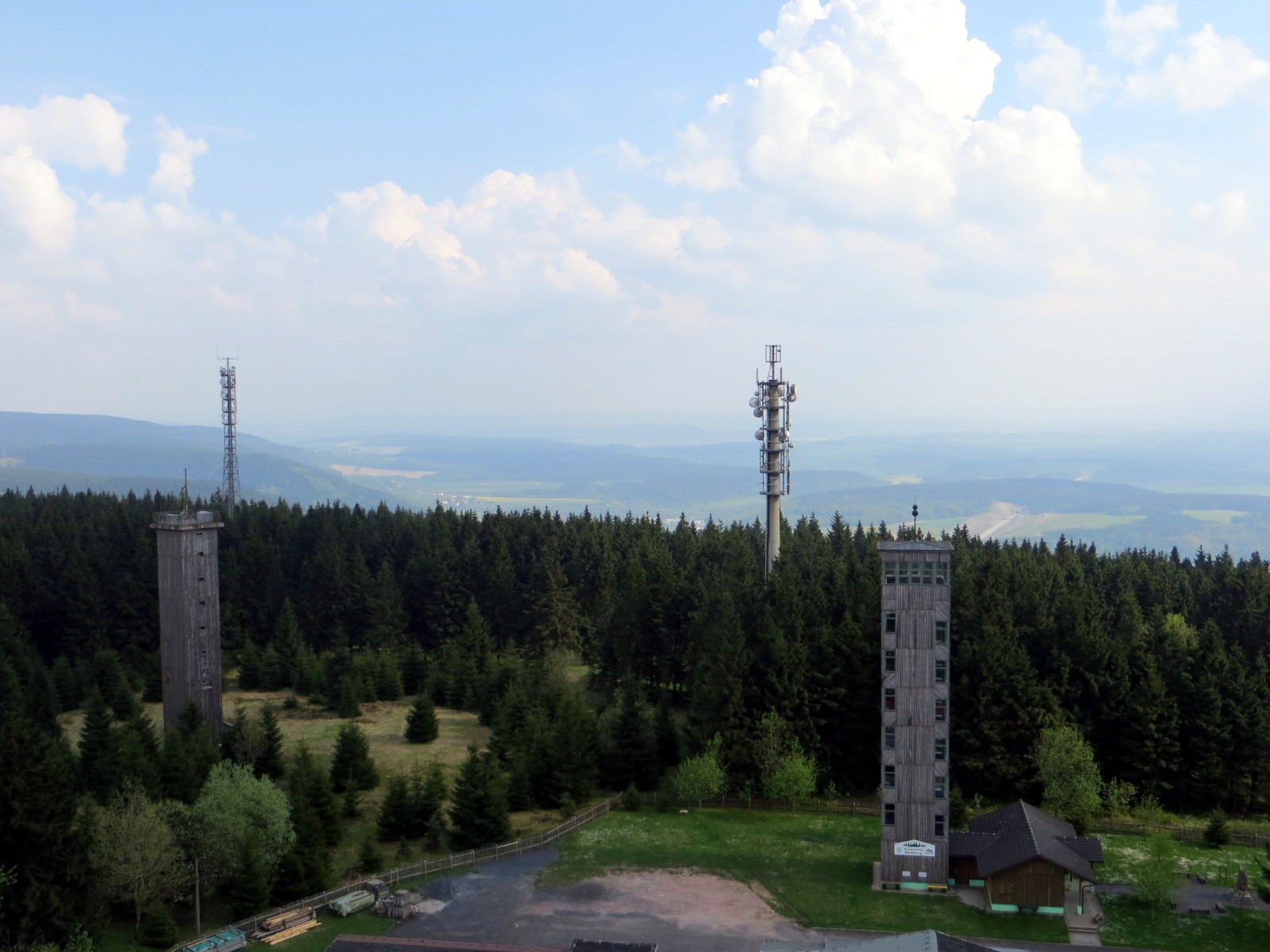
Türme und Masten auf dem Bleßberg

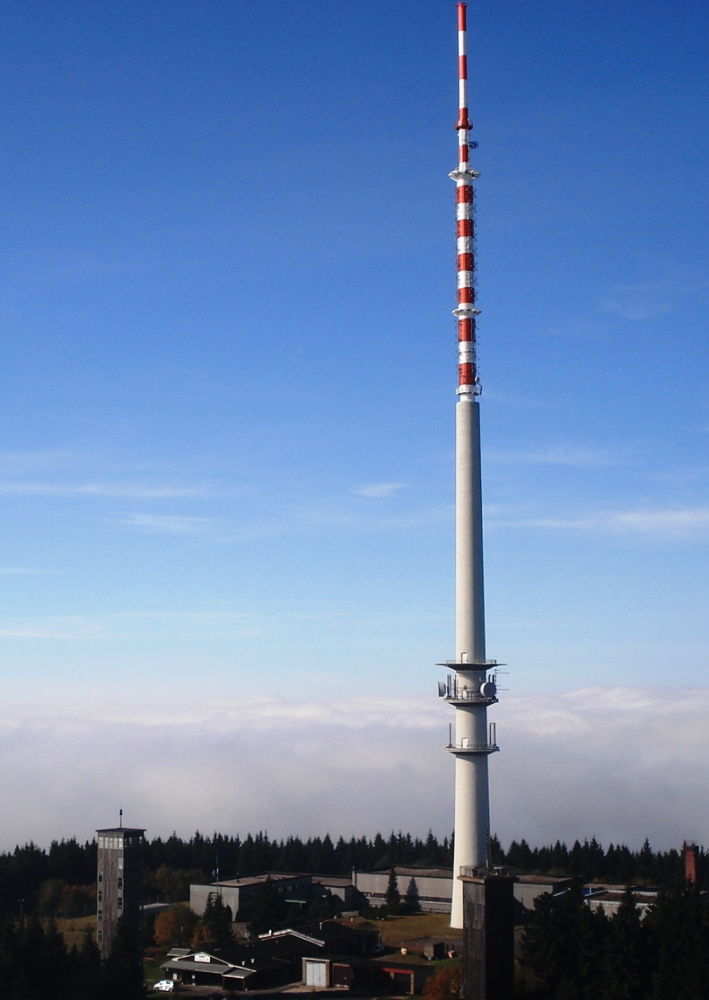
Inversionswetterlage auf dem Bleßberg

Der Sender Bleßberg im Thüringer Schiefergebirge ist eine Sendeanlage auf dem 866,9 m ü. NHN hohen Bleßberg bei Siegmundsburg im thüringischen Landkreis Sonneberg. Dort betreibt die Deutsche Funkturm, eine Tochtergesellschaft der Deutschen Telekom, einen Sendeturm für Ultrakurzwelle (UKW), Digital Radio DAB+, Mobilfunk und Richtfunk. Mit rund 1062 m ü. NHN (866,9 m Standorthöhe + 195,1 m Turmhöhe) ist die Turmspitze höchster künstlicher Punkt Thüringens.
Der aktuelle Sendeturm entstand als Ersatz für einen etwa 70 m hohen Stahlfachwerkturm in den Jahren 1970 bis 1976. Als Antennenträger dient ein freistehender Stahlbetonturm. Dieser Turm, der über keine für die Öffentlichkeit regulär zugänglichen Bereiche verfügt, ist 195,1 m hoch, wovon der Schaft eine Höhe von 107,5 m beträgt. In 35 m und 45 m Höhe besitzt der Turm zwei Richtfunkplattformen und in 55 m Höhe eine Plattform zum Schutz der Richtfunkantennen vor herabfallenden Eisbrocken.
Die Bundeswehr unterhält Richtfunkverbindungen an diesem Standort.
Daneben existieren noch zwei kleinere Mobilmasten der Netzbetreiber Telefonica und Vodafone auf dem Bleßbergplateau.

## Geographische Lage
Der Sender Bleßberg befindet sich auf der Gipfelregion des im Thüringer Schiefergebirge gelegenen Bleßberg. Er gehört zum Stadtgebiet von Neuhaus am Rennweg und liegt etwa 4 km südwestlich von dessen Ortsteil Siegmundsburg. Die Grenze zum Stadtgebiet von Eisfeld im thüringischen Landkreis Hildburghausen verläuft direkt nördlich und westlich des Anlagengeländes. Vor dem Sendeturm und dem Betriebsgebäude steht das Wanderheim Bleßberg.

## Entstehung
Anfang der 1960er Jahre verdichtete sich die Vorstellung, dass zur Verbesserung der Empfangsmöglichkeit für UKW-Rundfunk- und Fernsehprogramme im Südthüringer Raum die Errichtung einer Großfunksendestelle notwendig ist. Auf der Grundlage von Ausbreitungsmessungen wurde der heutige Standort auf dem 865 m hohen Bleßberg bei Eisfeld ausgewählt. Zu dieser Zeit war auf dem Bleßberg bereits ein Fernsehkanalumsetzer auf einem Stahlfachwerkturm, der zeitgleich als Aussichtsturm genutzt wurde, in Betrieb. Errichtet wurde dieser um die 1960er Jahre.
Von diesem Turm, welcher Anfang der 1970er Jahre abgerissen wurde, erfolgte die Abstrahlung des 1. Programmes des Deutschen Fernsehfunk. Im September 1961 wurde dieser Fernsehkanalumsetzer durch einen 0,1 kW Fernsehsender ersetzt. Dieser Sender war gleichzeitig der Hauptsender für eine Vielzahl von Umsetzern im Raum Sonneberg, Neuhaus am Rennweg und Hildburghausen. Die Modulationsversorgung erfolgte von dem 75 km entfernten Sender Inselsberg über Ballempfang. Im Juli 1963 wurde eine neue Funkbetriebsstelle auf dem Bleßberg fertiggestellt.
Mit zwei 10 kW UKW-Sendern erfolgte nun die Abstrahlung der Programme des Berliner Rundfunk und des Deutschlandsenders. Die Modulationsversorgung der UKW-Sender geschah über Rundfunkleitungen, im Reservefall über Ballempfang.
Noch im Dezember 1963 nahm im Band IV auf Kanal 33 ein UHF-Fernsehsender den Sendebetrieb auf, obwohl es zu diesem Zeitpunkt noch kein zweites Fernsehprogramm in der DDR gab. Der Aufbau dieser Sendeanlage war notwendig, da die nach Comité Consultatif International des Radiocommunications (CCIR) koordinierte Frequenz zu belegen war. Die Antenne für diesen Sender befand sich auf dem damals neuen Stahlgitterturm. Ab Mai 1964 erfolgte die Abstrahlung des 1. Programmes des Deutschen Fernsehfunk mit einem neuen 0,3 kW-VHF-Fernsehsender sowjetischer Bauart auf Kanal 12.
Die Rekonstruktion der Funkbetriebstelle Bleßberg begann 1969 mit dem Bau einer neuen Zufahrtsstraße. Im Zeitraum von 1970 bis 1976 wurden Gebäude für die technischen Einrichtungen errichtet. Sichtbartes Zeichen war der Bau des 195 m hohen kombinierten Betonturm mit Stahlrohrantennenträger.
Am 30. August 1975 erfolgte die offizielle Übergabe der neuen Anlage mit der Inbetriebnahme eines 20 kW-UHF-Fernsehsenders (CSF-Sender) für das 2. Programm im Kanal 33.
1980 folgte eine 10 kW-Fernsehsendeanlage für das 1. Programm, sowie zwei UKW-Doppelanlagen für die Programme Berliner Rundfunk und Stimme der DDR. Schrittweise wurde die Sendestelle mit weiteren UKW-Sendeanlagen für die Programme Radio DDR I und Radio DDR II ausgebaut. 1986 kam ein Sender für das Jugendprogramm DT64 auf 102,7 MHz hinzu. Ab 1987 waren alle Rundfunkprogramme vom Bleßberg in Stereo zu empfangen.
Bis Anfang der 1990er Jahre liefen Kanal 12 mit 30 kW und Kanal 33 mit 500 kW.  Mit der Umstellung auf Digital Audio Broadcasting (DAB) wurde der Kanal 12 im Januar 2000 abgeschaltet.
1993 begann die Erneuerung der Sendetechnik mit Errichtung von zwei neuen UKW Sendern. 1994 wurde der UHF-Sender für das MDR Fernsehen im Kanal 33 durch eine neue 20 kW Doppelsendeanlage abgelöst.
Am 27. Oktober 1995 erhielt der Turm einen neuen GfK-Zylinder, der nun die Antennen für Kanal 33 und 44 enthielt. Der alte DDR GfK-Zylinder mit der UHF-Sendeantenne des VEB Funkwerk Köpenick war kurz vorher bereits demontiert worden. Die neue Antenne war höher belastbar als die alte DDR-Antenne. Bei der Montage der neuen Antenne wurde der Kunststoffzylinder am Flansch beschädigt und die Antenne musste wieder auf dem Boden abgelegt werden. Nach der Reparatur wurde die Antenne dann einige Wochen später erfolgreich mit dem sowjetischen Lastenhubschrauber Mil Mi-10 K montiert.
1996 fand eine Erneuerung der gesamten UKW-Sendetechnik sowie der UKW-Antennen statt.
Im Zuge der DVB-T-Umstellung am 1. Juli 2008 wurden neue Antennen im GFK-Zylinder montiert. Die Ausstrahlung des analogen Fernsehens wurde eingestellt.
Mit der Abschaltung von Digital-Radio im Januar 2010 wurden die DAB-Antennen im Mai 2010 demontiert.
Der Grundnetzsender versorgt noch heute das Gebiet des südlichen Thüringer Waldes und reicht mit seinen Programmen weit nach Oberfranken.
Am 25. April 2018 erfolgte die ersatzlose Außerbetriebnahme der DVB-T-Übertragung. DVB-T2 zu übertragen, ist bisher nicht geplant.

## Frequenzen und Programme

### Analoges Radio (UKW)
Beim Antennendiagramm sind im Falle gerichteter Strahlung die Hauptstrahlrichtungen in Grad angegeben. In UKW werden folgende Programme ausgestrahlt:
| Frequenz (MHz) | Programm               | RDS PS             | RDS PI                | Regionalisierung | ERP (kW) | Antennen- diagramm rund (ND) / gerichtet (D) | Polarisation horizontal (H) / vertikal (V) |
| -------------- | ---------------------- | ------------------ | --------------------- | ---------------- | -------- | -------------------------------------------- | ------------------------------------------ |
| 91,7           | MDR Thüringen          | MDR_THUE           | D6F1                  | Suhl             | 100      | ND                                           | H                                          |
| 96,9           | MDR Jump               | MDR_JUMP           | D3C2                  | –                | 20       | D (340°-70°, 100°-110°, 170°-180°, 260°)     | H                                          |
| 95,2           | MDR Kultur             | __MDR___ _KULTUR_  | D3C3                  | –                | 20       | D (350°-180°, 260°-300°)                     | H                                          |
| 94,2           | Deutschlandfunk Kultur | Dlf_Kult           | D220                  | –                | 100      | ND                                           | H                                          |
| 102,7          | Antenne Thüringen      | AT-SUED_, ANT.THUE | D7F8 (regional), D3F8 | Süd              | 60       | ND                                           | H                                          |
| 106,7          | Landeswelle Thüringen  | LW_SUED_, LANDESW. | D7F9 (regional), D3F9 | Süd              | 60       | D (130°-100°)                                | H                                          |

### Digitales Radio (DAB)
DAB wird in vertikaler Polarisation und im Gleichwellenbetrieb mit anderen Sendern ausgestrahlt.
| Block                       | Programme (Datendienste) | ERP (kW) | Antennen- diagramm rund (ND), gerichtet (D) | Polarisation horizontal (H)/ vertikal (V) | Gleichwellennetz (SFN) |
| --------------------------- | --- | -------- | ------------------------------------------- | ----------------------------------------- | --- |
| 5C DRDeutschland (D__00188) | DAB+ Block der Media Broadcast: - Absolut relax (72 kbps) - Dlf (104 kbps) - Dlf Kultur (112 kbps) - Dlf Nova (104 kbps) - DRadio DokDeb (48 kbps) - Energy Digital (72 kbps) - ERF Plus (64 kbps) - Klassik Radio (72 kbps) - Radio Bob (72 kbps) - Radio Horeb (48 kbps) - Radio Schlagerparadies (64 kbps) - Schwarzwaldradio (64 kbps) - sunshine live (72 kbps) - DRadio Daten (32 kbps Daten) - EPG Deutschland (16 kbps Daten) - TPEG (16 kbps Daten) - TPEG_MM (16 kbps Daten) | 10       | ND                                          | V                                         | - Baden-Württemberg: Aalen, Baden-Baden (Fremersberg), Bad Mergentheim, Blauen, Brandenkopf, Donaueschingen, Feldberg im Schwarzwald, Freiburg (Vogtsburg-Totenkopf), Geislingen (Oberböhringen), Großerlach (Hohe Brach), Heidelberg (Königstuhl), Heilbronn (Schweinsberg), Hochrhein (Rickenbach), Hornisgrinde, Pforzheim (Schömberg-Langenbrand), Raichberg, Ravensburg (Höchsten), Reutlingen, Stuttgart (Frauenkopf), Ulm (Kuhberg) - Bayern: Amberg (Hirschau), Aschaffenburg (Pfaffenberg), Augsburg (Hotelturm), Bad Tölz (Gaißach), Balderschwang, Bamberg (Geisberg), Büttelberg, Brotjacklriegel, Dillberg, Grünten, Herzogstand, Hochberg (Traunstein), Hoher Bogen, Inntal (Ebbs), Ingolstadt (Gelbelsee), Kreuzberg/Rhön, Landshut (Altdorf), München (Olympiaturm), Nennslingen (Büchelberg), Nürnberg, Oberammergau, Ochsenkopf, Passau, Pfänder, Pfaffenhofen, Pfarrkirchen, Pfronten, Regensburg (Hohe Linie), Unterringingen, Untersberg, Wendelstein (Bayrischzell), Würzburg (Frankenwarte) - Berlin: Berlin (Alexanderplatz), Berlin (Scholzplatz) - Brandenburg: Bad Belzig, Booßen, Brandenburg/Havel, Calau, Casekow, Cottbus, Eberswalde (geplant), Eisenhüttenstadt, Neuruppin (geplant), Petkus, Pritzwalk, Templin - Bremen: Bremen (Walle), Bremerhaven-Schiffdorf - Hamburg: Hamburg (Moorfleet), Hamburg (Heinrich-Hertz-Turm) - Hessen: Bad Hersfeld (Rimberg), Biedenkopf (Sackpfeife), Fulda (Hummelskopf), Frankfurt (Europaturm), Gelnhausen (Schnepfenkopf), Gießen (Dünsberg), Großer Feldberg, Hardberg, Hohe Wurzel, Hoher Meißner, Kassel (Habichtswald), Mainz-Kastel - Mecklenburg-Vorpommern: Garz (Rügen), Güstrow, Malchin, Neubrandenburg-Süd, Neustrelitz (geplant), Rostock (Toitenwinkel), Röbel, Schwerin (Zippendorf-Gr.Dreesch), Torgelow, Wismar/Rüggow, Züssow - Niedersachsen: Aurich-Popens, Braunschweig (Broitzem), Braunschweig (Drachenberg), Cuxhaven-Stadt, Dannenberg, Göttingen (Bovenden-Osterberg), Hannover (Telemax), Lingen, Lüneburg-Neu Wendhausen, Molbergen-Peheim, Osnabrück (Bramsche-Schleptruper Egge), Hildesheim (Sibbesse), Steinkimmen, Uelzen, Visselhövede, Wilhelmshaven - Nordrhein-Westfalen: Aachen (Karlshöhe), Bergneustadt-Wiedenest (R), Bielefeld (Hünenburg), Bonn (Venusberg), Dortmund (Florianturm), Düsseldorf (Rheinturm), Eggegebirge, Herscheid, Hochsauerland (Hunau), Hürtgenwald-Großhau, Köln (Colonius), Langenberg, Lügde-Rischenau (Köterberg), Meschede (geplant), Minden (Jakobsberg), Münster (Fernmeldeturm), Schöppingen, Siegen-Süd, Wesel - Rheinland-Pfalz: Bad Kreuznach (Schanzenkopf), Bad Marienberg (Westerwald), Bornberg, Daun (Eifel), Edenkoben (Kalmit), Heckenbach-Schöneberg (Ahrweiler), Haardtkopf (geplant), Idar-Oberstein, Kaiserslautern, Kettrichhof, Koblenz (Kühkopf), Schnee-Eifel (geplant), Trier (Petrisberg) - Saarland: Merzig-Merchingen, Saarbrücken (Schoksberg) - Sachsen: Chemnitz, Dresden, Geyer, Leipzig, Löbau, Neustadt, Niederschöna (geplant), Oschatz, Schöneck, Zwickau Ost - Sachsen-Anhalt: Brocken, Burg, Dequede, Petersberg, Pettstädt (Weißenfels), Schneidlingen, Wittenberg - Schleswig-Holstein: Bungsberg, Bredstedt, Flensburg, Garding, Heide, Helgoland, Hennstedt, Itzehoe, Kiel (Kronshagen), Lübeck (Stockelsdorf), Schleswig, Niebüll (Süderlügum), Westerland (Sylt) - Thüringen: Bleßberg (Sonneberg), Erfurt-Hochheim, Gera, Inselsberg, Jena (Oßmaritz), Kulpenberg, Lobenstein (Sieglitzberg), Saalfeld (Remda), Weimar (Ettersberg) |
| 8B Thueringen (D__00229)    | DAB+ Block des MDR: - MDR Jump (88 kbps) - MDR Kultur (88 kbps) - MDR Tweens (80 kbps) - MDR Sputnik (88 kbps) - MDR Aktuell (72 kbps) - MDR Klassik (112 kbps) - MDR Schlagerwelt (TH) (88 kbps) - MDR Thüringen Mitte-West (Erfurt) (88 kbps) - MDR Thüringen Ost (Gera) (88 kbps) - MDR Thüringen Süd (Suhl) (88 kbps) - MDR Thüringen Nord (Heiligenstadt) (88 kbps) - MDR TPEG (16 kbps) - MDR EPG (16 kbps)                                                                      | 10       | ND                                          | V                                         | Altenburg, Bleßberg (Sonneberg), Dingelstädt, Erfurt (Funkhaus), Gera (Langenberg), Hoher Meißner, Inselsberg, Jena (Oßmaritz), Kreuzberg, Kulpenberg, Lobenstein (Sieglitzberg), Reichenbach (Netzschkau), Saalfeld (Kulm), Saalfeld (Remda), Suhl (Erleshügel), Weimar (Ettersberg) |

| Ehemaliger DAB-Multiplex Kanal 12B (Thüringen) bis 4. Januar 2010 | Ehemaliger DAB-Multiplex Kanal 12B (Thüringen) bis 4. Januar 2010                         | Ehemaliger DAB-Multiplex Kanal 12B (Thüringen) bis 4. Januar 2010 | Ehemaliger DAB-Multiplex Kanal 12B (Thüringen) bis 4. Januar 2010 | Ehemaliger DAB-Multiplex Kanal 12B (Thüringen) bis 4. Januar 2010 |
| Block                                                             | Programme                                                                                 | ERP (kW)                                                          | Antennen- diagramm rund (ND)/ gerichtet (D)                       | Gleichwellennetz (SFN) |
| ----------------------------------------------------------------- | ----------------------------------------------------------------------------------------- | ----------------------------------------------------------------- | ----------------------------------------------------------------- | --- |
| 12B Thüringen 1 (D__00015)                                        | - MDR Klassik (192 kbps) - Deutschlandfunk (64 kbps) - Deutschlandradio Kultur (128 kbps) | 0,5                                                               | D                                                                 | Bleßberg, Altenburg (Weißer Berg), Dingelstädt (Hockelrain), Eisenach (Stadt), Eisenberg (Heimstättensiedlung), Erbenhausen, Geismar (Hülfensberg), Gera-Ronneburg, Gießübel, Greiz, Heiligenstadt (Dorotheenhof), Ilmenau (Kickelhahn), Inselsberg (Thüringer Wald), Jena (Oßmaritz-Cospoth), Keula, Kulpenberg (Bad Frankenhausen), Lobenstein (Sieglitzberg), Meiningen, Pleß (Breitungen), Remda/Saalfeld (Großer Kalmberg), Ronneburg, Saalfeld (Kulm), Schleid (Rockenstuhl), Schmiedefeld (Lichte), Steinbach-Hallenberg, Suhl (Erleshügel), Triptis, Weimar (Ettersberg) |

### Digitales Fernsehen (DVB-T)
Die DVB-T-Ausstrahlungen vom Mitteldeutschen Rundfunk am Bleßberg liefen vom 1. Juli 2008 bis zum 25. April 2018. Die Ausstrahlung erfolgte im Gleichwellenbetrieb (Single Frequency Network) mit anderen Sendestandorten.
| Kanal | Frequenz (MHz) | Multiplex                    | Programme im Multiplex                                                                             | ERP (kW) | Antennen- diagramm rund (ND)/ gerichtet (D) | Polarisation horizontal (H)/ vertikal (V) | Modulations- verfahren | FEC | Guard- intervall | Bitrate (MBit/s) | SFN |
| ----- | -------------- | ---------------------------- | -------------------------------------------------------------------------------------------------- | -------- | ------------------------------------------- | ----------------------------------------- | ---------------------- | --- | ---------------- | ---------------- | --- |
| 21    | 474            | ARD Digital (MDR)            | - Das Erste (MDR) - ARTE - Phoenix - One                                                           | 10       | ND                                          | V                                         | 64-QAM                 | 2/3 | 1/4              | 19,91            | Saalfeld (Kulm), Sonneberg (Bleßberg), Erfurt-Windischholzhausen, Weimar (Großer Ettersberg)                    |
| 27    | 522            | ARD regional (MDR) Thüringen | - MDR Fernsehen Thüringen - rbb Fernsehen Brandenburg - BR Fernsehen Nord (Franken) - hr-fernsehen | 10       | ND                                          | V                                         | 64-QAM                 | 2/3 | 1/4              | 19,91            | Saalfeld (Kulm), Sonneberg (Bleßberg), Erfurt-Windischholzhausen, Weimar (Großer Ettersberg), Gera-Roschütz     |
| 50    | 706            | ZDFmobil                     | - ZDF - 3sat - ZDFinfo - KiKA (06–21:00 Uhr)/ZDFneo (21–06:00 Uhr)                                 | 20       | ND                                          | V                                         | 16-QAM (8-k-Modus)     | 2/3 | 1/4              | 13,27            | Saalfeld (Kulm), Sonneberg (Bleßberg), Großer Inselsberg, Erfurt-Windischholzhausen, Weimar (Großer Ettersberg) |

### Analoges Fernsehen
Bis zur Umstellung auf DVB-T wurden folgende Programme in analogem Phase Alternating Line (PAL) gesendet:
| Kanal | Frequenz (MHz) | Programm                  | ERP (kW) | Sendediagramm rund (ND)/ gerichtet (D) | Polarisation horizontal (H)/ vertikal (V) |
| ----- | -------------- | ------------------------- | -------- | -------------------------------------- | ----------------------------------------- |
| 33    | 567,25         | MDR Fernsehen (Thüringen) | 380      | ND                                     | H                                         |
| 44    | 655,25         | Das Erste (MDR)           | 100      | ND                                     | H                                         |

## Ähnliche Türme dieser Baureihe
- Calau
- Chemnitz-Geyer
- Helpterberg
- Löbau